# Waltraud Schale
Waltraud Schale es una deportista de la RDA que compitió en piragüismo en la modalidad de eslalon. Ganó dos medallas en el Campeonato Mundial de Piragüismo en Eslalon de 1957, oro en C2 mixto por equipos y bronce en C2 mixto individual.

## Palmarés internacional
| Campeonato Mundial | Campeonato Mundial | Campeonato Mundial | Campeonato Mundial   |
| Año                | Lugar              | Medalla            | Competición          |
| ------------------ | ------------------ | ------------------ | -------------------- |
| 1957               | Augsburgo (RFA)    | Medalla de oro     | C2 mixto por equipos |
| 1957               | Augsburgo (RFA)    | Medalla de bronce  | C2 mixto             |